# Peter Sawicki
Peter Thaddäus Sawicki (* 24. Januar 1957 in Warschau, Polen) ist ein deutscher Arzt und Medizinwissenschaftler. Von 2004 bis 2010 war er Leiter des Instituts für Qualität und Wirtschaftlichkeit im Gesundheitswesen (IQWiG). Beobachter haben seine Absetzung aus dieser Funktion, offiziell wegen pflichtwidriger Dienstwagennutzung, als das Ergebnis einer auf Wunsch von Pharmaunternehmen eingefädelten Intrige eingestuft. Sawickis Institut war für unabhängige, kritische Bewertungen bekannt.

## Medizinische Ausbildung
Sawicki hat von 1978 bis 1984 Humanmedizin in Bonn und Düsseldorf studiert. 1984 erhielt er seine Approbation als Arzt. Von 1984 bis 1991 folgte die Weiterbildung zum Facharzt für Innere Medizin an den Medizinischen Einrichtungen der Heinrich-Heine-Universität Düsseldorf. 1994 habilitierte er sich für das Fach Innere Medizin der Heinrich-Heine-Universität. Seit 1991 ist Sawicki Facharzt für Innere Medizin sowie Diabetologe nach den Richtlinien der Deutschen Diabetes-Gesellschaft.

## Ärztliche Tätigkeit
Von 1984 bis 1991 war Sawicki Assistenzarzt, von 1991 bis 1997 Oberarzt und von 1997 bis 2000 leitender Oberarzt an der Klinik für Stoffwechselkrankheiten der Heinrich-Heine-Universität Düsseldorf. Dabei war er von 1991 bis 2000 Leiter der Ambulanz für Diabeteskomplikationen. Von 1992 bis 1998 hatte er das Amt des Sprechers der Notärztegruppe inne. 1999 erhielt er eine Professur der Medizinischen Fakultät der Heinrich-Heine-Universität, 2001 eine Professur der Medizinischen Fakultät der Universität Köln.
Von 1995 bis zu seiner Berufung als Chef des Instituts für Qualität und Wirtschaftlichkeit im Gesundheitswesen (IQWiG) 2004 gehörte er zu den Herausgebern des pharmakritischen Fachblatts Arznei-Telegramm. Zum 1. September 2004 wurde Sawicki zum Leiter des neu gegründeten Instituts für Qualität und Wirtschaftlichkeit im Gesundheitswesen (IQWiG) ernannt. Sein Vertrag wurde im Januar 2010 nicht verlängert; sein Nachfolger wurde Jürgen Windeler.
Von 2000 bis 2004 war Sawicki Direktor der Abteilung für Innere Medizin am St.-Franziskus-Hospital in Köln. 2001 gründete er das Institut für evidenzbasierte Medizin (DIeM) in Köln, das er bis 2004 leitete. Von Juli 2012 bis Ende 2024 war er als hausärztlicher Internist in Duisburg-Buchholz niedergelassen.
Sawicki ist seit 2002 außerplanmäßiger Professor an dem von Karl Lauterbach (bzw. während dessen Beurlaubung von Stephanie Stock) geführten Institut für Gesundheitsökonomie und Klinische Epidemiologie an der Universität Köln.

## IQWiQ
Während Sawickis Zeit als Chef des IQWiG veröffentlichte das Institut einige negative Bewertungen von Medikamenten. So urteilte das IQWiG etwa zu den kurzwirksamen Insulinanaloga, dass sie nicht besser als herkömmliches Humaninsulin seien. Auch die langwirksamen Insulinanaloga gegen Diabetes bewertete das IQWiG negativ. Die Bewertung zu Memantin ergab keinen Nutzen dieser Substanz bei Alzheimer-Demenz. Darüber hinaus forderte Sawicki 2009 eine Veröffentlichungspflicht für klinische Studien, Irreführung durch Verschweigen negativer Ergebnisse sei "kein Kavaliersdelikt". Der Pharmahersteller Pfizer hatte abgelehnt, dem IQWiG die Studien zu drei Antidepressiva vollständig zur Verfügung zu stellen.
Es habe deshalb dem "Spiegel" zufolge sogar international Beschwerden von Pharmaherstellern gegeben. Andererseits habe das IQWiG auch Krankenkassen enttäuscht, weil es Behandlungen für gut befand, die diese nicht bezahlen wollten. Gerd Antes. damals Leider des deutschen Cochrane-Zentrums, bescheinigte Sawicki, er sei nicht käuflich, und das IQWiG genieße sehr gutes internationales Ansehen. Die Bundesregierung (Kabinett Kabinett Merkel II, Gesundheitsminister Philipp Rösler) habe Sawicki dennoch vorzeitig ablösen wollen.
2009 forderten Gesundheitspolitiker der Regierung, darunter die CDU-Politiker Jens Spahn und Rolf Koschorrek, in einem Papier „Kernforderungen an eine schwarz-gelbe Gesundheitspolitik“ eine Neuausrichtung des IQWiG zu Gunsten der deutschen Pharmaindustrie. Sawicki sollte ersetzt werden. Nach Amtsantritt des neuen Bundesgesundheitsministers Philipp Rösler beauftragte das IQWiG die Wirtschaftsprüfungsgesellschaft BDO, Sawickis Spesenquittungen und Dienstwagennutzung zu untersuchen. Dabei wurden Pflichtverletzungen festgestellt, aufgrund derer Sawickis Vertrag nicht verlängert wurde. Sawicki bestreitet allerdings, sich pflichtwidrig verhalten zu haben. Eine Petition von 600 Ärzten an Minister Rösler und den IQWiG-Stiftungsrat zu seinen Gunsten blieb erfolglos. Beobachter haben die Absetzung als das Ergebnis einer Intrige bewertet, die sich unter Einsatz von instrumentalisierten Journalisten und mit Beteiligung des Kanzleramts abgespielt habe.

## Ehrungen
- 1988 Medizinpublizistik-Preis der SKD-Stiftung
- 1989 Preis „Förderer Diabetischer Kinder“
- 1996 Jühling-Preis